# 源兼行
源 兼行（みなもと の かねゆき）は、平安時代中期の貴族・能書家。陽成源氏、上総介・源延幹の子。官位は正四位下・大和守。

## 経歴
陽成天皇の第六皇子である大納言源清蔭の孫で、能書家でもあった源延幹の子として誕生。
当時第一の手書きと称され、位記（位を授ける際に与える文書）や上表文の清書、願文（祈願の意を表す文書）の執筆、色紙形や門に掲げる額の揮毫などを担当した。後冷泉・後三条・白河の三朝にわたり、大嘗会の悠紀主記屏風の色紙形の揮毫を行っている。宇治平等院鳳凰堂（阿弥陀堂）の色紙形の執筆やその筆跡から「桂本万葉集」や「高野切」第二種など一連の古筆が兼行の筆によるものとされている。

## 官歴
- 永承3年（1048年） 3月2日：見伊勢守[2]
- 康平2年（1059年） 2月11日：見内匠頭[3]
- 延久4年（1072年） 7月：兼大和守[4]
- 時期不詳：正四位下[5]

## 系譜
- 父：源延幹
- 母：不詳
- 妻：不詳
  - 男子：源兼任